# Svendborg
Die dänische Hafenstadt Svendborg (deutsch Schwenburg) ist nach Odense die zweitgrößte Stadt auf Fünen und gehört zur Region Syddanmark (Region Süddänemark). Sie ist Sitz der Svendborg Kommune.

## Geografie
Die Stadt liegt am Svendborgsund im Süden der dänischen Insel Fünen.

## Geschichte

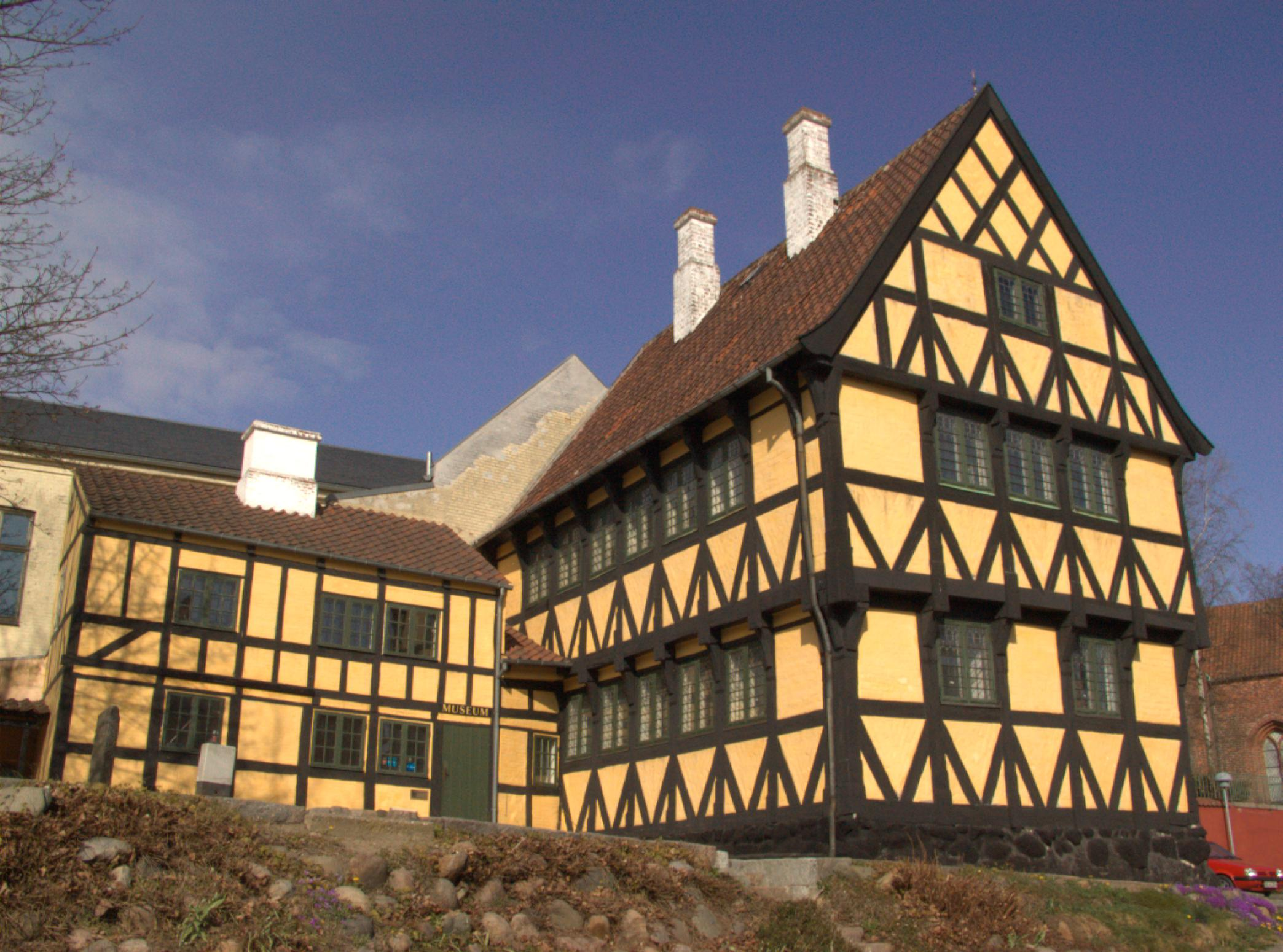
Anne Hvides Gaard (Baujahr 1560), ältestes erhaltenes Wohnhaus,
heute Stadt-Museum von Svendborg

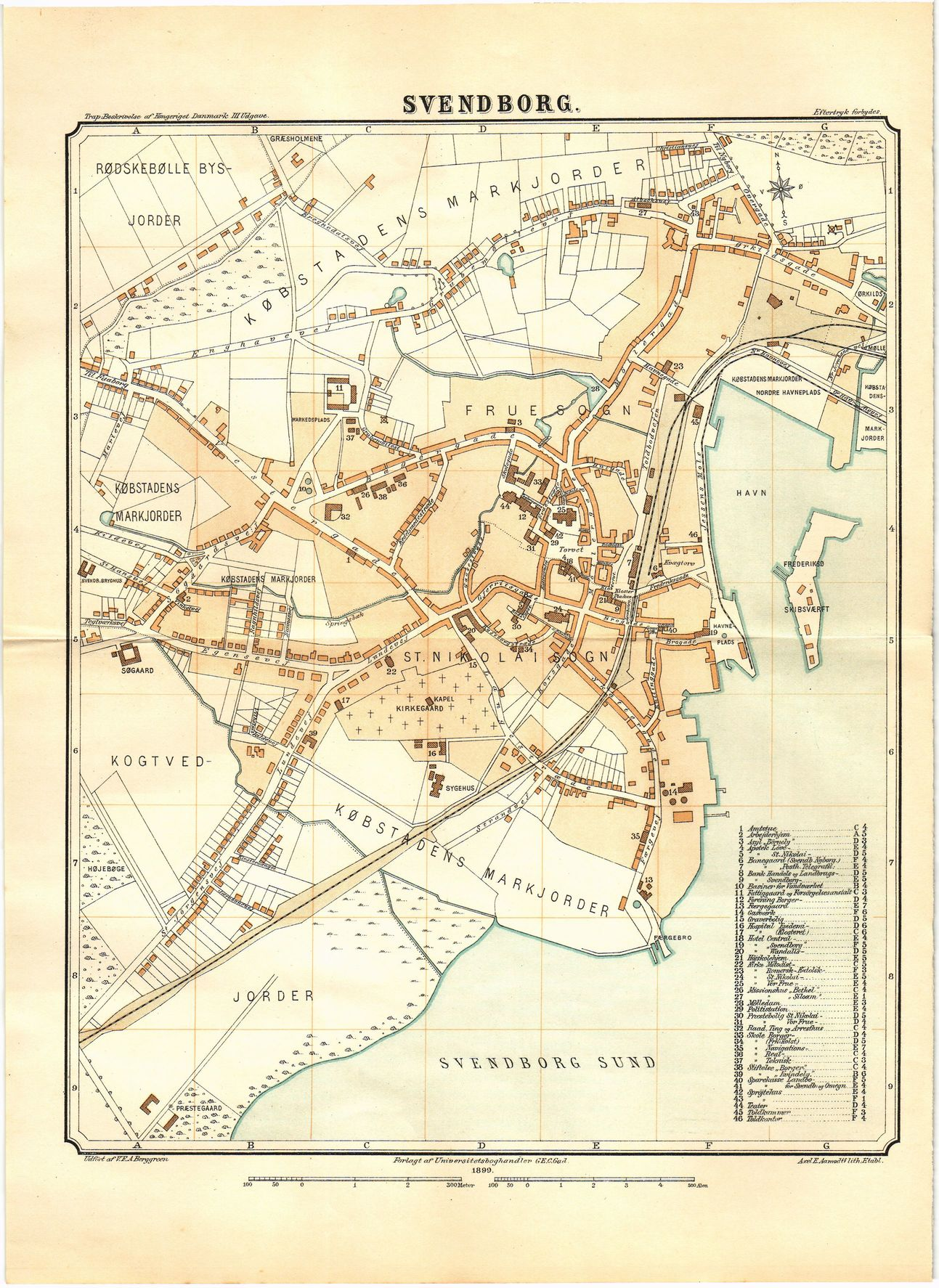
Stadtplan von 1899

Die erste Erwähnung Svendborgs datiert auf das Jahr 1229, als König Waldemar II. die Stadt seiner Schwägerin schenkte. Der Name Svendborg leitet sich von den Wörtern Schweine und Burg ab und es wird vermutet, dass der Name sich auf Schweinswale bezieht, die sich im Sund tummelten.
Das älteste heute noch erhaltene Wohnhaus Svendborgs ist das Anne Hvides Gaard, das 1560 erbaut wurde.
Im 19. Jahrhundert war Svendborg eine Seefahrerstadt. Schiffbau wurde hier betrieben.
Die 1867 gegründete J. Ring-Andersen Skibsværft entwickelte sich zu einer namhaften Werft für Holzschiffbau, die noch heute jeden Winter vor allem Traditionsschiffe aus Dänemark und zum Teil aus Deutschland für die alljährlich notwendigen Erhaltungsarbeiten an die Liegeplätze von Frederiksø, gegenüber vom Alten Fischereihafen, anzieht.
1907 ging aus der Werft die Ring Andersens Staalskibsværft (Stahlschiffswerft) hervor, die ab 1916 unter dem Namen A/S Svendborg Skibsværft firmierte und 1991/92 die Thetis-Klasse für die dänische Marine baute; 2001 musste die Svendborg Skibsværft jedoch nach finanziellen Schwierigkeiten schließen; heute werden dort nur noch gelegentlich Reparaturen durchgeführt.
Eine bekannte Bootswerft ist Walsted Baadeværft, die sich auf den Bau und das Refit klassischer Segelyachten spezialisiert hat.
Die größte Reederei der Welt, A. P. Møller-Mærsk, wurde 1904 beziehungsweise 1912 in Svendborg gegründet. Das Stammhaus, die „Villa Anna“ der Familie Maersk-McKinney Möller, steht noch heute im „Høje Bøge Vej“.
Svendborg gehörte zur alten, 172,8 km² großen Kommune Svendborg. Im Zuge der dänischen Verwaltungsreform wurde zum 1. Januar 2007 die neue Svendborg Kommune mit 417 km² aus der alten Kommune Svendborg und den alten Kommunen Egebjerg und Gudme gebildet.

## Wirtschaft und Medien
Neben dem Schiffsbau spielt zunehmend der Tourismus eine bedeutende Rolle. Vor allem Segler aus den Ostseeanrainerländern nutzen die vielen Yachthäfen in den Sommermonaten. Die Stadt ist zudem Hauptredaktionssitz der regionalen dänischen Tageszeitung Fyns Amts Avis. Mit einer Auflage von rund 13.000 Stück (April 2011) erreicht sie in ihrem Kerngebiet, den Süden und Osten Fünens, jeden zweiten Haushalt.

## Bildung
Svendborg ist das dänische Bildungszentrum für maritime Ausbildung. Des Weiteren gibt es eine Handelsschule, eine Krankenpflegeschule, und Ausbildungszentren für Lehrer. Eines von Dänemarks größten Gymnasien befindet sich ebenfalls in Svendborg, mit annähernd 1000 Schülern und über 100 Lehrern.

## Kultur und Sehenswürdigkeiten

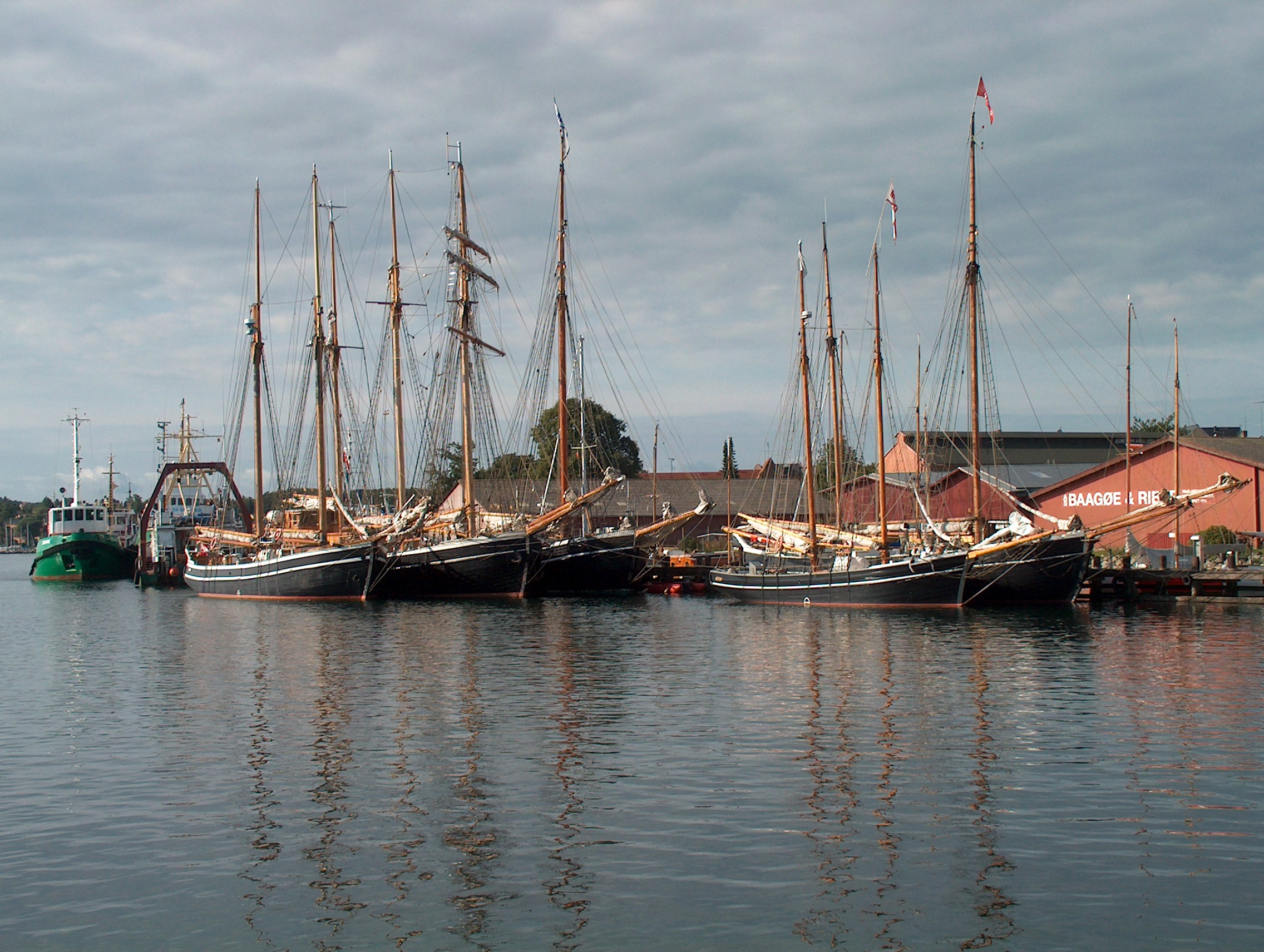
Museumshafen von Svendborg

Die Stadt besitzt mehrere Museen, so ein kulturhistorisches Museum, eine prähistorische Sammlung, das zoologische Museum Naturama, ein privates Spielzeugmuseum sowie ein Sportbootmuseum. Die romanische Nicolaikirche stammt aus dem Jahre 1220.
Die soziale Geschichte der Armenhäuser in Dänemark stellt Danmarks Forsorgsmuseum dar.

## Verkehr
Svendborg ist Endpunkt der Bahnstrecke Odense–Svendborg, über die die Stadt an das dänische Eisenbahnsystem angeschlossen ist. Von Svendborg aus verkehren mindestens stündlich Triebwagen der Baureihe DSB MQ nach Odense über Kværndrup und Ringe.
Eine Straße führt über mehrere Brücken von hier aus über Tåsinge nach Langeland. Des Weiteren beginnt der Autobahnabschnitt der Route 9 in Svendborg (Svendborgmotorvejen). Die vierspurige Autobahn führt bis Odense über Kværndrup und Ringe.
In Svendborg gibt es einen Handels- und einen Fährhafen. Per Fähre ist die Stadt mit Ærøskøbing auf der Insel Ærø verbunden. Außerdem verkehren Fähren zu den Inseln Skarø, Drejø und Hjortø sowie eine touristische Verbindung nach Tåsinge und Thurø. Weiterhin gibt es mehrere Jachthäfen.

### Flugplatz
Der Flugplatz Südfünen (dänisch Sydfyns Flyveplads; ICAO-Code EKST) befindet sich auf der Insel Tåsinge, ungefähr 5,5 Kilometer südwestlich von Svendborg und hat eine 900 Meter lange Start- und Landebahn aus Gras. Die Landebahn ist mit einer Landebahnbefeuerung ausgestattet. Der Flugplatz wird von der Svendborg Kommune betrieben und ist an 365 Tagen im Jahr rund um die Uhr geöffnet.

## Städtepartnerschaften
Svendborg hat eine Städtepartnerschaft mit Stralsund in Mecklenburg-Vorpommern geschlossen.

## Persönlichkeiten

### Söhne und Töchter der Stadt
- Johannes Jørgensen (1866–1956), Dichter
- Henry Rasmussen (1877–1959), deutscher Bootsbauer, Yachtkonstrukteur und Werftbesitzer
- Kai Nielsen (1882–1924), Bildhauer
- Miskow Makwarth (1905–1992), Schauspieler
- Grethe Meyer (1918–2008), Architektin und Designerin
- Bent Mejding (1937–2024), Schauspieler und Theaterintendant
- Jesper Lützen (* 1951), Mathematik- und Wissenschaftshistoriker, Hochschullehrer
- Per Rasmussen (* 1959), Ruderer
- Annette Vilhelmsen (* 1959), Politikerin
- Troels Bech (* 1966), Fußballspieler
- René Hamann-Boeriths (* 1969), Handballspieler und -trainer
- Mads La Cour (* 1980), Jazzmusiker
- Thomas Augustinussen (* 1981), Fußballspieler
- Trine Bramsen (* 1981), Politikerin
- Kasper Tom Christiansen (* 1981), Jazzmusiker
- Christian Holst (* 1981), färöischer Fußballspieler
- Jullie Hjetland (* 1981), Sängerin und Komponistin
- Kathrine Windfeld (* 1984), Bigbandleiterin und Komponistin
- Kasper Jebjerg (* 1985), Radrennfahrer
- Lasse Mørck (* 1989), Jazzmusiker
- Johan Koch (* 1990), Handballspieler
- Sarah-Sofie Boussnina (* 1990), Schauspielerin
- Sofie Bardrum (* 1996), Handballspielerin
- Pernille Brandenborg (* 1997), dänisch-färöische Handballspielerin
- Emil Wernsdorf Madsen (* 2001), Handballspieler

### Mit Beziehung zur Stadt
- Robert Habeck und Andrea Paluch, deutsches Schriftstellerpaar, lebte in Svendborg; Habeck war später Bundesminister für Wirtschaft und Klimaschutz.
- Nicolaus Heldvader (1564–1634), Astronom und Kalendariograph, lebte nach seiner Flucht 1612 bis 1615 in der Stadt und knüpfte dort Beziehungen zu König Christian IV.
- Peter Mærsk Møller (1836–1927), Kapitän und Reeder, lebte ab 1884 in Svendborg und gründete hier zunächst 1886 die  Dampskibsselskabet „Laura“ und 1904 mit seinem Sohn Arnold Peter Møller die Aktieselskabet Dampskibsselskabet „Svendborg“. Aus dieser ging später die dänische Unternehmensgruppe A. P. Møller-Mærsk hervor.
- Bertolt Brecht (1898–1956), deutscher Lyriker und Dramatiker, wohnte während seines dänischen Exils von 1933 bis 1939 in einem Haus an Svendborgs Skovsbo Strand. Hier verfasste er einige seiner wichtigsten Stücke: „Die Gewehre der Frau Carrar“, „Mutter Courage und ihre Kinder“ und „Leben des Galilei“. Die Gedichtsammlung „Svendborger Gedichte“ ist hier entstanden. Das Haus steht nach Sanierung Anfang der 1990er Jahre heute Künstlern und Wissenschaftlern für projektbezogene Aufenthalte zur Verfügung.
- Margarete Steffin (1908–1941), deutsche Schriftstellerin in enger Beziehung zu Bertolt Brecht, wohnte in Svendborg.

## Panoramen
|  |  |